# マイケル・ツェー
マイケル・ツェー（ツェー・ティンワー、謝 天華、Michael. Tse Tin Wah、1967年7月15日 - ）は香港出身の俳優・ダンサー。本名は謝興華。

## 経歴
香港生まれ。高校卒業後の1986年に香港のテレビ局TVBが経営するダンサー養成所に入所し、ダンサーとしての活動を開始。養成所の同期には、アーロン・クオック(郭富城)がいる。
養成所卒業後、そのままTVBと契約してバックダンサーとして活動したが芽が出ず、1991年にTVBとの契約が終了し、フリーとなった。フリーとなってからは、有名歌手のコンサートなどにバックダンサーとして出演した。
1992年、許愿（クラレンス・ホイ）に見出され、陳小春（ジョーダン・チャン）・朱永棠（ジェイソン・チュウ）と共にアイドル・グループ『風火海』を結成。先輩格の『グラスホッパー』（草蜢）に次ぐダンサートリオとして人気を獲得し、1994年には歌手としてもデビューを果たした。またこの頃から映画俳優としての活動も開始し、同年公開の『君さえいれば/金枝玉葉』や、1998年公開の『風雲 ストームライダーズ』にも出演している。
一方、風火海は1996年に解散し、以後は俳優としての活動が主となった。
1997年には、張學友（ジャッキー・チュン）監督・主演のミュージカル『雪狼湖』に準主役として出演。劇は連続42日間公演の記録を達成した。
1998年、古巣TVBと再契約して専属俳優となり、同局製作のドラマ『真情』に「羅生門」の役名で出演し、軽妙な演技で人気を得た。その後もTVBのドラマや映画に数多く出演し、俳優としての地位を確立した。
近年では、2009年に出演したドラマ『學警雄心』シリーズの第3作『學警狙撃』で演じた、香港警察の潜入捜査員「梁笑棠」が当たり役となり、劇中で呼ばれた「Laughing哥」（潜入先の黒社会で、いつも不敵な笑みを浮かべる事から付いたあだ名）を主人公とする映画やドラマが製作され、さらなる人気を博した。
2013年7月をもって、TVBとの契約期限を迎えるが、以後は専属契約はしない方向。

## 主な出演作品

### テレビドラマ（全てTVB）
- 真情 (1998)
- 廉政行動1998之億萬裁決（1998）
- 刑事偵緝檔案IV（1999）
- 娛樂反斗星（2001）
- 皆大歓喜（2001~2003）
- 法網伊人（2002）
- 奇幻潮之我愛你（2005）
- 迎妻接福（2007）
- 師奶兵團（2007）
- 師奶兵團（2008）
- 學警狙撃（2009）
- 老公萬歲（2010）
- 魚躍在花見（2011）
- 洪武三十二（2011）
- 潛行狙擊（2011）
- 缺宅男女（2012）
- 法網狙擊（2012）
- 女たちの孫子英雄伝（2012）
- 戀愛星求人（2013）
- 女警愛作戰（2013）
- 凶城計中計（2013）
- 神槍狙擊2013（未放映）

### 映画
- 君さえいれば/金枝玉葉 (1994)
- 欲望の街 古惑仔I 銅鑼湾（コーズウェイベイ）の疾風 (1995)……DVD邦題：古惑仔I 欲望の街 銅鑼湾（コーズウェイベイ）の疾風
- 欲望の街 古惑仔II 台湾立志伝 (1996)……DVD邦題：古惑仔II 欲望の街 台湾立志伝
- 新・欲望の街I 古惑仔疾風、再び (1996)……DVD邦題：古惑仔III 新・欲望の街 古惑仔疾風、再び
- 欲望の街・外伝 ロンリー・ウルフ (1996)
- 新・欲望の街II 97古惑仔最終章 (1997)……DVD邦題：古惑仔IV 新・欲望の街 97古惑仔最終章
- 風雲 ストームライダーズ (1998)
- 狼たちの伝説 亜州黒社会戦争 (2001)
- Laughing Gor之變節 (2009)
- 72家租客 (2010)
- Laughing Gor之潛罪犯 (2011)
- 神獸巴打 (2013)
- 2013我愛HK 恭喜發財 (2013)

### CD（風火海）
- 風火海（1994）
- 歡樂世界（1995）